# Battlecars
Battlecars est un jeu de combat automobiles dans un univers post-apocalyptique dominé par des gangs, proche de Mad Max. Ce jeu a été conçu par Gary Chalk et Ian Livingstone, et édité par Games Workshop en 1983.

## Principe du jeu
Chaque joueur possède un ou plusieurs véhicules de combat (battlecar), équipé de mitrailleuses, lance-flammes, projecteur de chausse-trappe et armes du même acabit, inspirés des voitures modifiées de James Bond.
Le jeu utilise une mécanique simple qui permet un jeu rapide et distrayant, les dégâts sur les véhicules étant comptabilisés par des compteurs à cartes.

## Accueil du jeu
Le jeu était considéré trop simple par certains joueurs, en raison de la relative simplicité des règles et de l'impossibilité de concevoir ses propres véhicules. Certains l'ont soupçonné de vouloir surfer sur la vague Car Wars, un jeu similaire édité par Steve Jackson Games. Ce jeu n'a pas connu un grand succès et a été oublié du grand public. Toutefois, la qualité du matériel était supérieure à celle du Car Wars de l'époque.

## Extensions et jeux dérivés
Games Workshop a publié une extension, Battlebikes, permettant de jouer des motos et contenant des errata.
Le jeu a été publié sous licence en Suède par Target Games, sous le nom Combat Cars.
À l'automne 1984, Games Workshop a sorti un jeu vidéo Battlecars pour ZX Spectrum. Il a été écrit par SLUG (une entreprise de Harlow[Lequel ?] fondée par des ex-programmeurs de Red Shift). Ce jeu a été lancé en même temps que deux autres jeux de Games Workshop titles, D-Day et Tower Of Despair.
À la fin des années 1980, Games Workshop publie une extension nommée Battlecars pour le jeu Dark Future, un jeu de combat automobile mais utilisant des figurines. Cette extension n'est pas compatible avec le jeu Battlecars. Téléchargez le mode multijoueur de parking depuis CarParkingGeeks pour en profiter.